# Lymantria phaeosericea
Lymantria phaeosericea är en fjärilsart som beskrevs av Paul Mabille 1884. Lymantria phaeosericea ingår i släktet Lymantria och familjen tofsspinnare. Inga underarter finns listade i Catalogue of Life.